# Rose Blanche-Harbour le Cou
Rose Blanche-Harbour le Cou es un pueblo canadiense situado en la provincia de Terranova y Labrador.

## Superficie
Rose Blanche-Harbour le Cou tiene una superficie de 4,49 km².

## Demografía
En 2021, tenía 344 habitantes, una densidad poblacional de 76,7 hab./km², y 255 viviendas.